# Булавка
Була́вка — изделие, обычно изготавливаемое из металла, предназначенное для крепления, прикалывания, закалывания чего-либо.
Чаще всего представляет собой иглу с тупой головкой на одном конце, хотя есть различные виды булавок с разными креплениями (фибула, английская булавка). Также булавка как декоративный элемент причёски или одежды является одним из древнейших видов украшений.

## Виды булавок
- Портновские булавки[1] — булавки, используемые в портновском деле, при изготовлении различных изделий из ткани и кожи. Кончик портновской булавки должен быть острым, чтобы легко прокалывать ткань. Навершия портновских булавок бывают в виде петельки, Т-образные или в виде плоской шляпки. Как правило, являются цельными металлическими и не имеют декоративной функции.
- Корсажные булавки[2] — булавки с круглым декоративным навершием, как правило, пластмассового шарика разных цветов. Выполняют, помимо основной, и декоративную функцию, их используют при упаковке подарков, изготовлении аксессуаров (крепление лент, шнуров), а также в флористике при оформлении букетов.
- Английская булавка — булавка, имеющая «замок» для острого конца. Другое название — «безопасная булавка», так как такая конструкция предохраняет от случайного укола. В современном виде английская булавка появилась в 1849 году. Используется в самых различных целях, в том числе как украшение, для этого на булавку нанизываются бусины и небольшие подвески.
- Булавка для галстука — традиционно мужское ювелирное украшение, предназначенное для крепления шейного платка к сорочке, было в моде преимущественно в XIX — начале XX веков. Декоративное навершие булавки изготавливалось из различных материалов, в том числе благородных металлов, драгоценных камней, жемчуга. На конце галстучные булавки часто имели специальное крепление, предохраняющее от выпадения.
- Шляпная булавка — ювелирное украшение, предназначенное для крепления головного убора к причёске или для крепления декоративных элементов к головному убору. Было в моде преимущественно в XIX — начале XX веков. От галстучной булавки отличается большей длиной иглы, навершия также носят декоративную функцию и зачастую изготовлены из драгоценных материалов.
- Шпилька — булавка для украшения и формирования причёски, один из древнейших видов украшений. В настоящее время популярностью пользуются шпильки-«невидимки» в виде зажима, которым удерживаются пряди.
- Канцелярская кнопка — булавка, предназначенная для крепления чего-либо (чаще всего бумаги или ткани) к твёрдой протыкаемой поверхности. Имеет небольшую длину и объёмное или широкое плоское навершие.
- Энтомологические булавки — специальные булавки с длинной иглой и небольшим навершием, предназначенные для монтирования насекомых в энтомологических коллекциях.

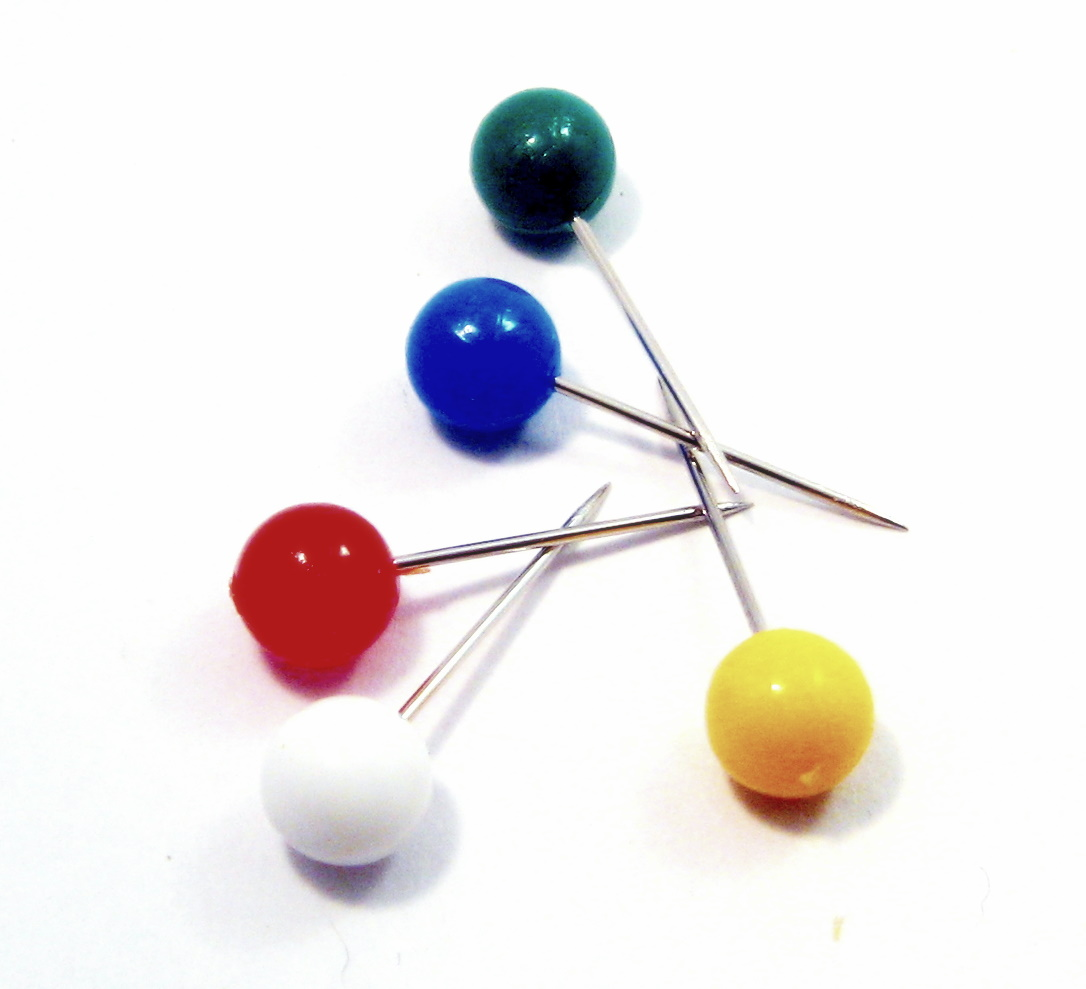
Булавки с цветными навершиями
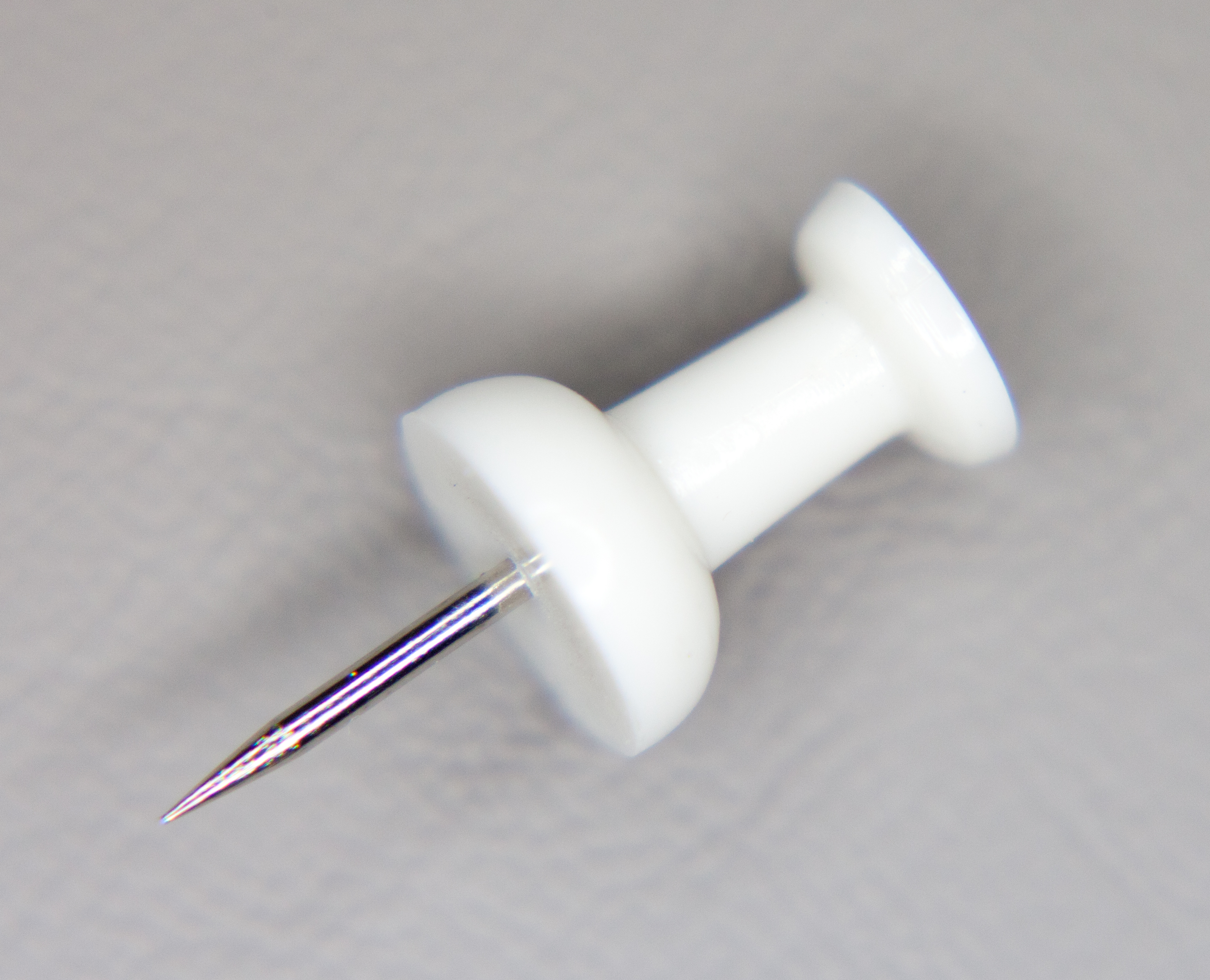
Белая канцелярская кнопка
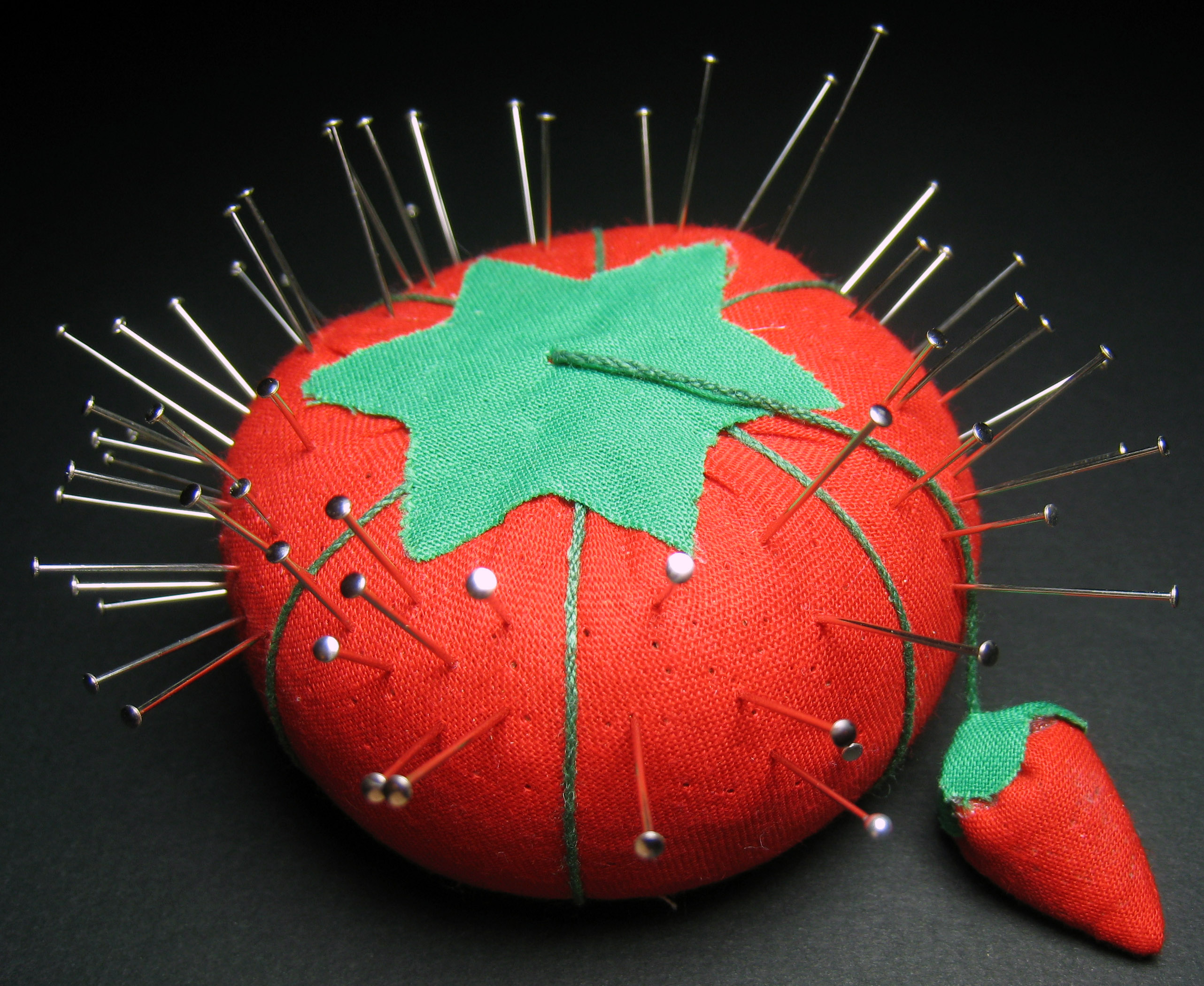
Подушечка-игольница с портновскими булавками

## История

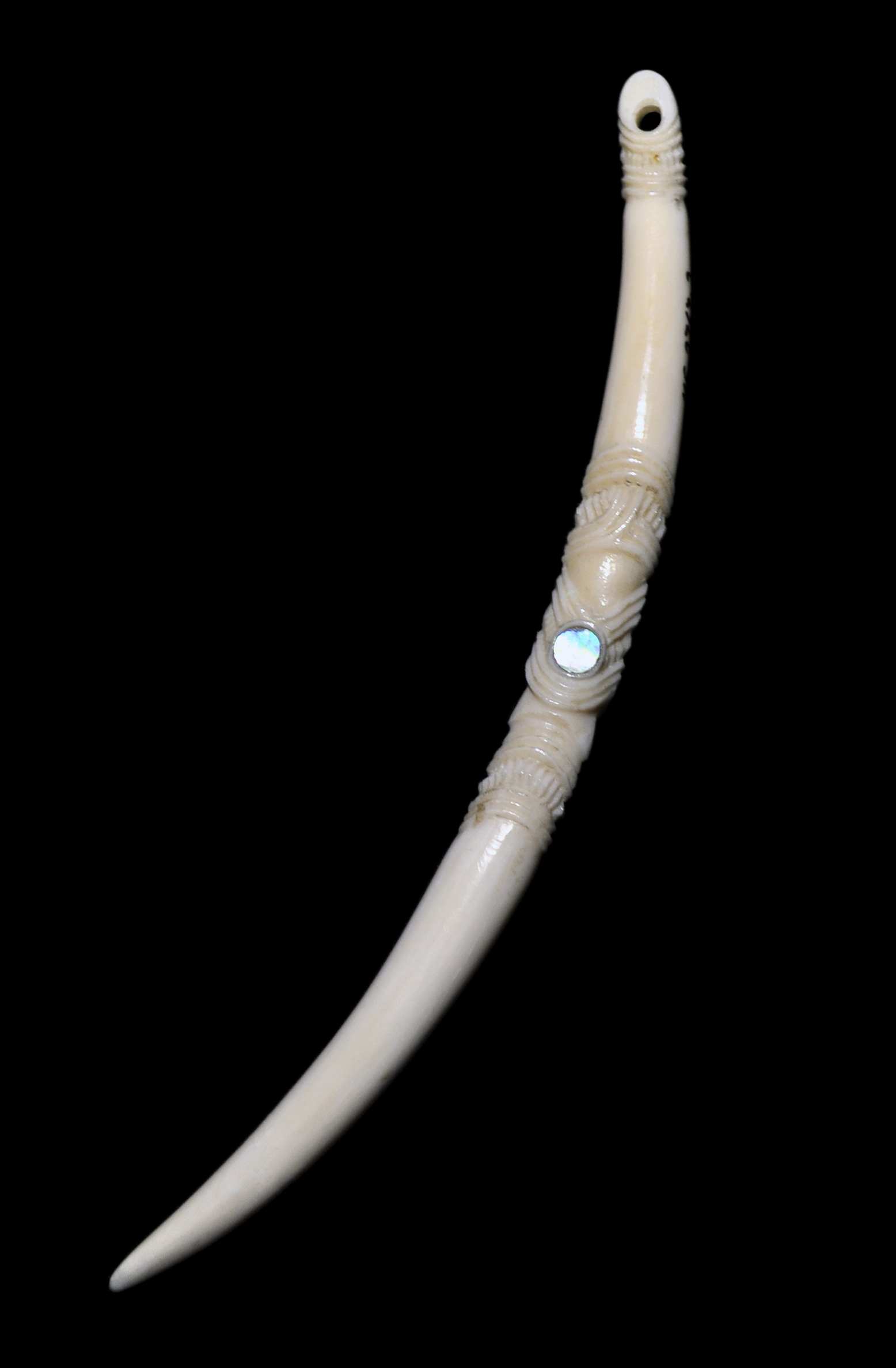
Булавка для плаща. Культура маори. Кость, раковина морского ушка

Первыми булавками в истории, вероятно, служили шипы и колючки растений, о чём свидетельствует этимология слова «булавка» в некоторых языках. Первобытные люди в палеолите изготавливали булавки из костей и раковин; некоторые народы и социальные группы создают такие изделия и в XXI веке.
Первые металлические булавки появились в бронзовом веке. Использование декоративных булавок для украшения одежды и причёсок, было характерно для культур Древнего Востока, Египта и Месопотамии в III—II тысячелетии до н. э. В Европе железные булавки с навершиями известны со времён Гальштатской археологической культуры.
Наиболее часто булавки изготавливались из золота, серебра или меди. Булавки являются показательными и значимыми археологическими находками, поскольку, как правило, украшаются узорами, характерными для данной культуры, что позволяет их атрибутировать. Например, иранские бронзовые булавки I тысячелетия до н. э. с плоскими навершиями содержат изображения человеческих фигур, животных, характерных орнаментов. Хеттская золотая заколка-булавка в виде коробочки мака, датированная серединой II тысячелетия до н. э., позволяет сделать предположение, что уже тогда хеттам был известен опиумный мак.

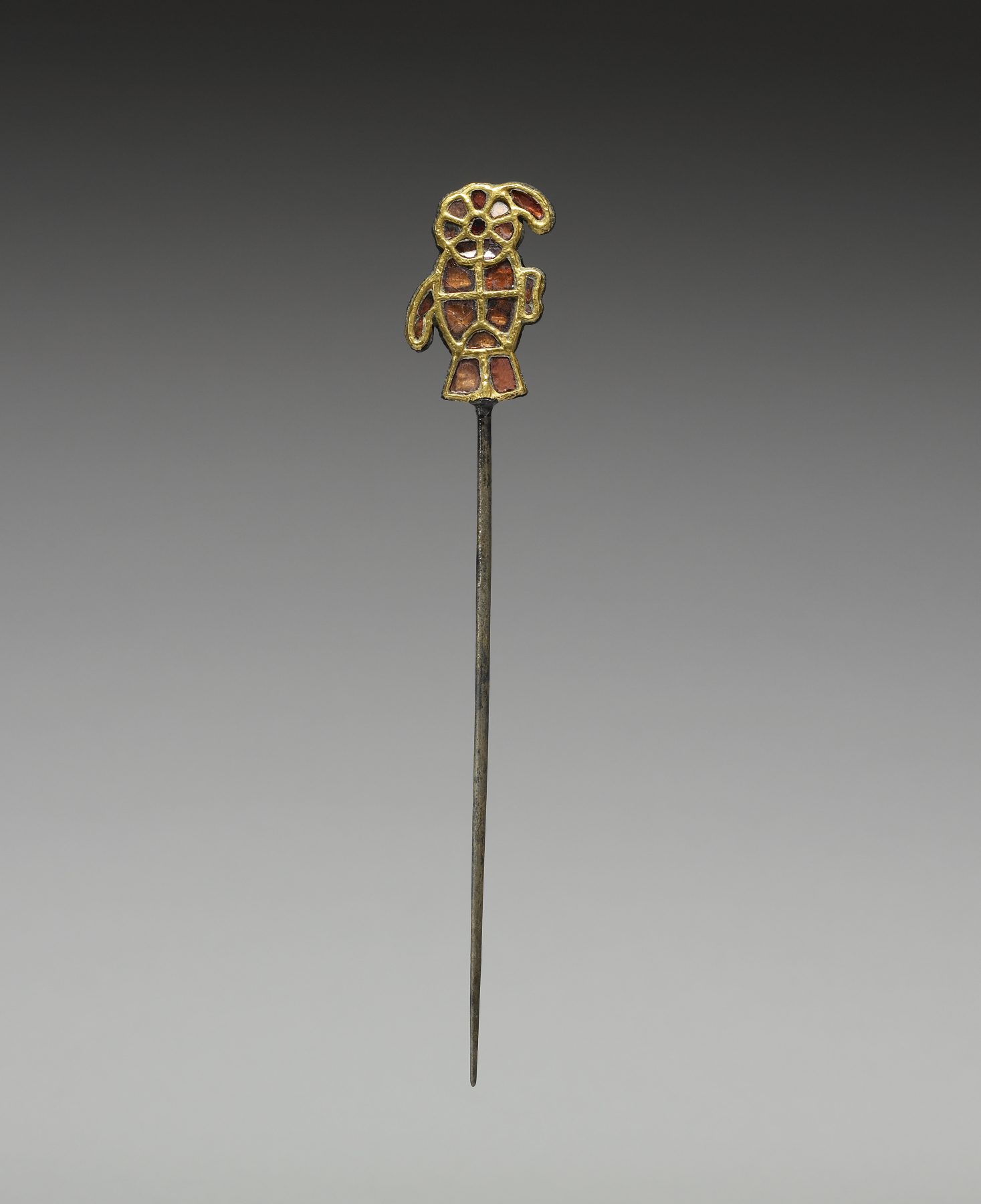
Франкская булавка для волос с навершием в виде орла, VI век

Ювелирные булавки из золота были также известны этрускам и впоследствии римлянам. Античные булавки украшались жемчугом, драгоценными камнями, цепочками и подвесками с бусинами. После распада Римской империи ювелирные булавки изготавливаются варварскими мастерами, например, франкскими.
Драгоценные шпильки и булавки для волос с древности использовали китайские женщины для украшения причёсок.
Портновские булавки появились, когда возникла необходимость шить одежду сложного кроя, точно по фигуре конкретного человека. Булавки, имеющие вид иглы с одним концом, загнутым в колечко, появились в XV веке. Однако долгое время декоративные булавки преобладали над швейными, в результате чего возник дефицит последних. Во время правления английского короля Генриха VIII был издан закон, запрещавший продажу булавок во все дни, кроме специально отведённых. Он был призван изменить ситуацию с нехваткой булавок, но только ухудшил ситуацию и через несколько лет был отменён.
В 1590 году в Лондоне, приглашённый из Германии Годфрид Бэкс первый построил проволочную мельницу для изготовления булавок и иголок. В XVIII веке стали появляться станки для массового производства швейных булавок. Например, машина, изобретенная Джоном Хоу, позволяла производить по 60-и тысяч булавок в сутки. В середине XIX века была изобретена новая форма булавки, так называемая «английская булавка».
Параллельно со швейными продолжают существовать ювелирные булавки. В XIX веке мужчины начинают носить галстуки, которые закалывают специальными декоративными булавками, а женщины носят похожие, но более длинные шляпные булавки.